# (9092) Nanyang
(9092) Nanyang est un astéroïde de la ceinture principale.

## Description
(9092) Nanyang est un astéroïde de la ceinture principale. Il fut découvert le 4 novembre 1995 à la station de Xinglong par le programme Beijing Schmidt CCD Asteroid Program. Il présente une orbite caractérisée par un demi-grand axe de 3,02 UA, une excentricité de 0,05 et une inclinaison de 10,8° par rapport à l'écliptique.

## Compléments